# Tula Belle
Tula Belle (Kristiania, 6 luglio 1906 – Newport Beach, 13 ottobre 1992) è stata un'attrice statunitense, di origine norvegese, attiva come attrice bambina nel cinema muto americano dal 1915 al 1920 (tra gli 8 e i 14 anni d'età).

## Biografia
Borgny Erna Bull "Tula" Høegh nasce a Kristiania (Oslo) in Norvegia nel 1906, figlia di Nils Høegh e Axeliane Stoltenberg Bull Høegh. È figliastra dell'attore e regista americano Gordon Hollingshead, che sposerà sua madre nel 1921.
Nel 1915 Tula inizia la sua carriera cinematografica con il nome d'arte di Tula Belle con la Thanhouser Company. Tra il 1915 e il 1917 prende parte a numerose pellicole, interpretando indifferentemente ruoli di bambino/a, secondo le convenzioni del tempo. È così Dick Primrose ne The Vicar of Wakefield (1917), un pittoresco dramma della vita nella vecchia Inghilterra. 
Tula Belle lascia la Thanhouser quando la compagnia chiude le attività nel 1917, e prosegue la carriera attoriale con altre compagnie. L'anno successivo interpreta il suo ruolo più famoso, quello di Mytyl al fianco del piccolo Tyltyl di Robin Macdougall nel film L'uccello blu di Maurice Tourneur, tratto dall'omonimo lavoro teatrale di Maurice Maeterlinck, uno dei più popolari racconti per l'infanzia del tempo. In seguito la bambina appare in ruoli di supporto in L'uomo del miracolo (1919) e Old Dad (1920), ma lascia il cinema da adolescente. Il padrigno, Gordon Hollingshead, diventa il capo del dipartimento cortometraggi della Warner Bros.
Vissuta lontana dal mondo del cinema, muore a Newport Beach in California nel 1992, all'età di 86 anni.

## Riconoscimenti
- Young Hollywood Hall of Fame (1908-1919)

## Filmografia
- Mercy on a Crutch, regia di Jack Harvey (1915)
- The Miracle (1915)
- The Conscience of Juror No. 10 (1915)
- The Little Captain of the Scouts (1915)

- A Bird of Prey (1916)
- The Fear of Poverty, regia di Frederick Sullivan (1916)
- The Brand of Cowardice, regia di John W. Noble (1916)

- The Vicar of Wakefield, regia di Ernest C. Warde (1917)
- The Woman and the Beast, regia di Ernest C. Warde (1916)
- A Rag, a Bone and a Hank of Hair, regia di Johnny Hines (1916)

- Over the Hill, regia di William Parke (1917)

- L'uccello blu (The Blue Bird), regia di Maurice Tourneur (1917)

- At the Mercy of Men, regia di Charles Miller (1918)

- A Doll's House, regia di Maurice Tourneur (1918)

- Gates of Brass, regia di Ernest C. Warde (1918)

- Deliverance, regia di George Foster Platt (1919)
- L'uomo del miracolo (The Miracle Man), regia di George Loane Tucker (1919) - non accreditata
- Old Dad, regia di Lloyd Ingraham (1920)